# Johann Ernst Rentsch (der Ältere)

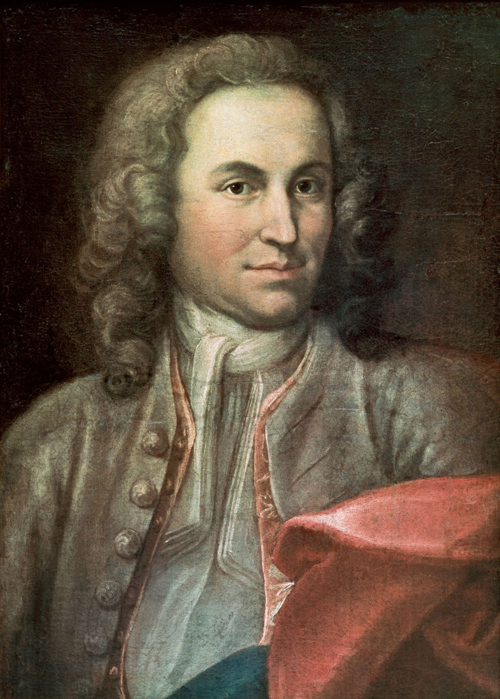
Johann Ernst Rentsch d. Ä., 1715: Porträt des Komponisten Johann Sebastian Bach als junger Mann (Angermuseum Erfurt)

Johann Ernst Rentsch, auch Johann Ernst Rentzsch' († 1723 in Weimar) war ein deutscher Maler. 
Er war Hofmaler des Weimarer Herzogs Wilhelm Ernst (1662–1728). Seine bis heute andauernde Bekanntheit verdankt er einem Bild, das den Komponisten Johann Sebastian Bach zeigen soll. Rentsch wird das etwa 1715 entstandene Porträt zugeschrieben; Bach stand von 1708 bis 1717 ebenfalls in Diensten von Herzog Wilhelm Ernst. Das Gemälde gehört zu den Beständen des Angermuseums Erfurt.
Nach seinem Tod folgte ihm sein gleichnamiger Sohn Johann Ernst Rentzsch (1693–1767), genannt der Jüngere, als Weimarer Hofmaler nach.
Der sächsische Hofmaler und Kupferstecher Christian Wilhelm Ernst Dietrich (1712–1774) war ein Sohn von Rentschs Tochter Johanna Dorothea.
| Personendaten    | Personendaten                        |
| ---------------- | ------------------------------------ |
| NAME             | Rentsch, Johann Ernst                |
| ALTERNATIVNAMEN  | Rentzsch, Johann Ernst               |
| KURZBESCHREIBUNG | deutscher Maler                      |
| GEBURTSDATUM     | 17. Jahrhundert oder 18. Jahrhundert |
| STERBEDATUM      | 1723                                 |
| STERBEORT        | Weimar                               |